# Karl Henize
Karl Gordon Henize (Cincinnati, 17 de outubro de 1926 – Monte Everest, 5 de outubro de 1993) foi um astronauta, astrônomo, cientista espacial e professor da Universidade Northwestern, em Illinois, Estados Unidos.

## Biografia
Como astronauta, ele integrou as equipes de apoio dos programas Apollo e Skylab, sendo parte da equipe de suporte das missões Apollo 15 e Skylab 2, 3 e 4. Foi ao espaço em julho de 1985 como especialista de missão do ônibus espacial Challenger na STS-51-F, ficando em órbita por quase oito dias e 126 órbitas terrestres.
Como astrônomo, trabalhou e realizou pesquisas em diversos observatórios ao redor do mundo, como o Observatório Astrofísico Smithsonian e o Observatório Monte Wilson, entre outros. A nebulosa Henize 206, na Grande Nuvem de Magalhães, foi primeiramente catalogada por ele na década de 1950.
Henize morreu durante uma expedição da NASA ao Monte Everest, Nepal, em outubro de 1993. O prósito da expedição era testar um novo medidor chamado Tissue Equivalent Proportional Counter (TEPC), que, testado em diferentes altitudes entre 5 mil e sete mil metros, permitiria revelar como o corpo humano reagiria quando atingido por radiação solar, incluindo o comportamento de tecidos corporais, um fato considerado importante pela agência espacial para o estudo e planejamento de futuras missões de longa duração no espaço. A missão foi abortada quando atingiu o Campo Avançado A, a 7.100 m de altitude, após Henize morrer de edema pulmonar de grande altitude durante a subida. Foi enterrado na própria montanha.
Na minissérie de televisão From the Earth to the Moon, Henize é vivido pelo ator Marc Macaulay. Foi condecorado pelo governo norte-americano com a Medalha de Realização Científica Extraordinária da NASA em 1974.

## Ligação externa
- Biografia na NASA